# Лемки
Ле́мки — етнографічна група українців, що мешкає або походить із Лемківщини (Лемковини), розташованої в карпатських Бескидах на території сучасних України, Польщі та Словаччини. Більша частина лемків ідентифікує себе українцями. На сході Словаччини частина лемків називає себе русинами або словаками., частина лемків Польщі вважає себе окремим етносом.  
Назву «лемки» виводять від часто використовуваного ними в розмові слова «лем», що значить «тільки» (лише) і цей термін з'явився лише на початку XIX ст.; самі ж лемки історично називали себе русинами або руснаками.
Культурна особливість лемків проявляється передусім у мовленні, архітектурі, одязі та фольклорі. Релігійно на початку XX століття більшість лемків були греко-католиками, проте в 1930-их відбулися зміни і частина з них перейшла в православ'я. 
Внаслідок обміну населенням між комуністичною Польщею та Радянською Україною, проведеним у 1944—1946 роках 2/3 лемків (близько 95 тисяч осіб) із ПНР було переселено на територію УРСР, а решту (близько 30–40 тис.) під час операції «Вісла» (1947) — на північно-західні землі Польщі. А також «оптації українців Чехословаччини» у 1945 — 47 роках, коли зі Словаччини на Закарпаття та Волинь було переселено більше 17000 лемків. Відтоді значна частина лемків живе в різних регіонах України, а на історичній Лемківшині залишилися здебільшого лемки Словаччини та Закарпаття, у Польщі частина виселенців отримала дозвіл повернутися в долину ріки Ослава, передусім в Команчанську гміну, де дотепер становлять приблизно 10 відсотків населення. Багато лемківських сіл на території Польщі залишилися покинутими.
Загальна кількість лемків становить близько 700 тис. осіб, з них:  350 тис. в Україні, 150 тис. у Північній Америці,  по 100 тис у Польщі та Словаччині та у країнах колишньої Югославії — приблизно 50 тис.

## Назва і територія

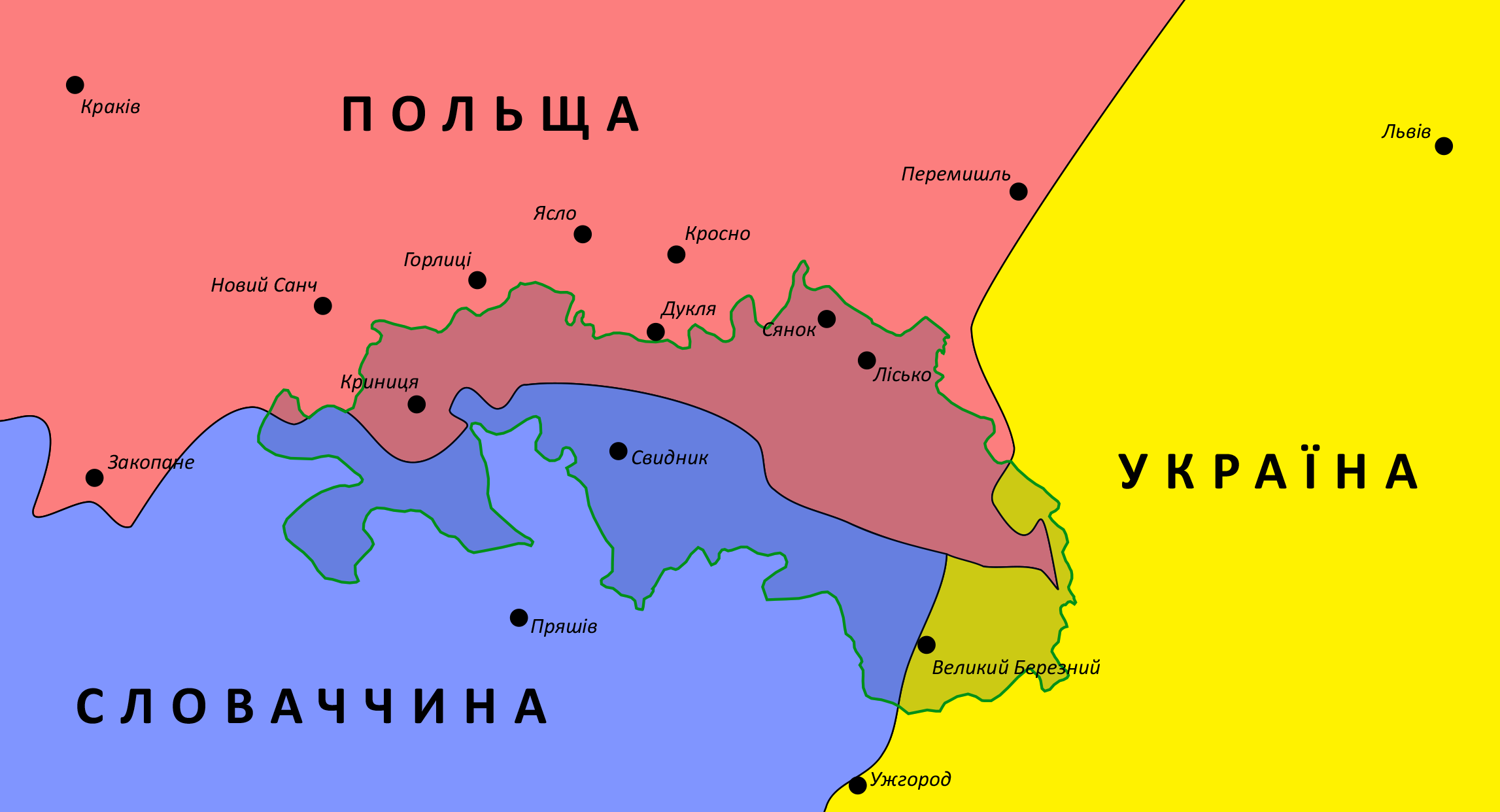
Карта Лемківщини з сучасними державними кордонами та головними містами

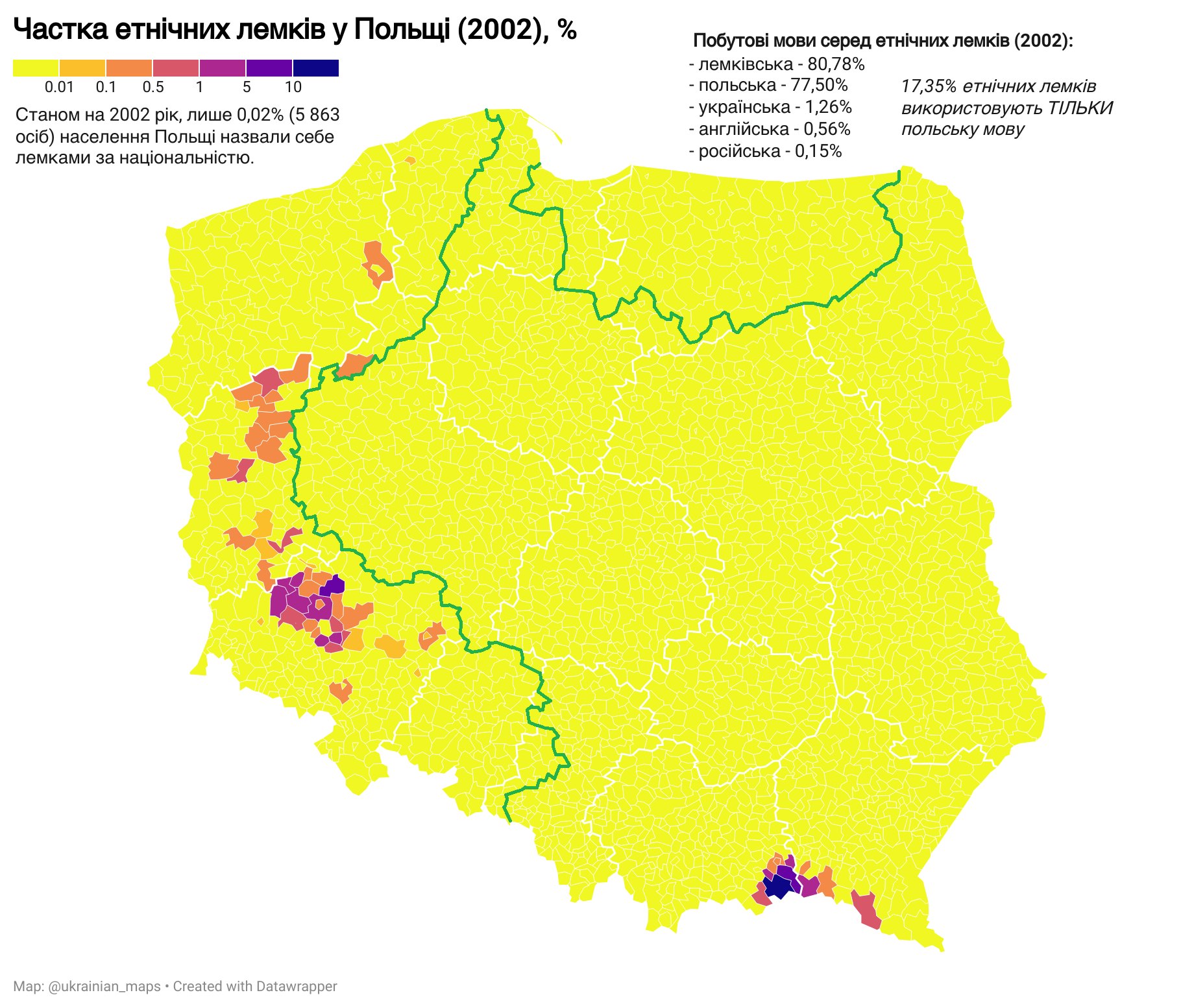
Частка етнічних лемків у Польщі (2002), %

За одними даними, назву «лемки» вперше вжив 1820 року словацький етнограф Ян Чаплович (Jan Čaplowič). За іншими — український письменник і філолог Йосип Левицький у передмові до власної «Граматики руської або малоруської мови в Галичині» (1831).
Територія історичної Лемковини простягається вздовж Карпат (по обох схилах Східних Бескидів) між річками Сяном і Дунайцем у межах сучасної Польщі, та на північний захід від річки Уж у Закарпатті до річки Попрад у Словаччині, та далі на захід до села Остурня[джерело?].

## Історія

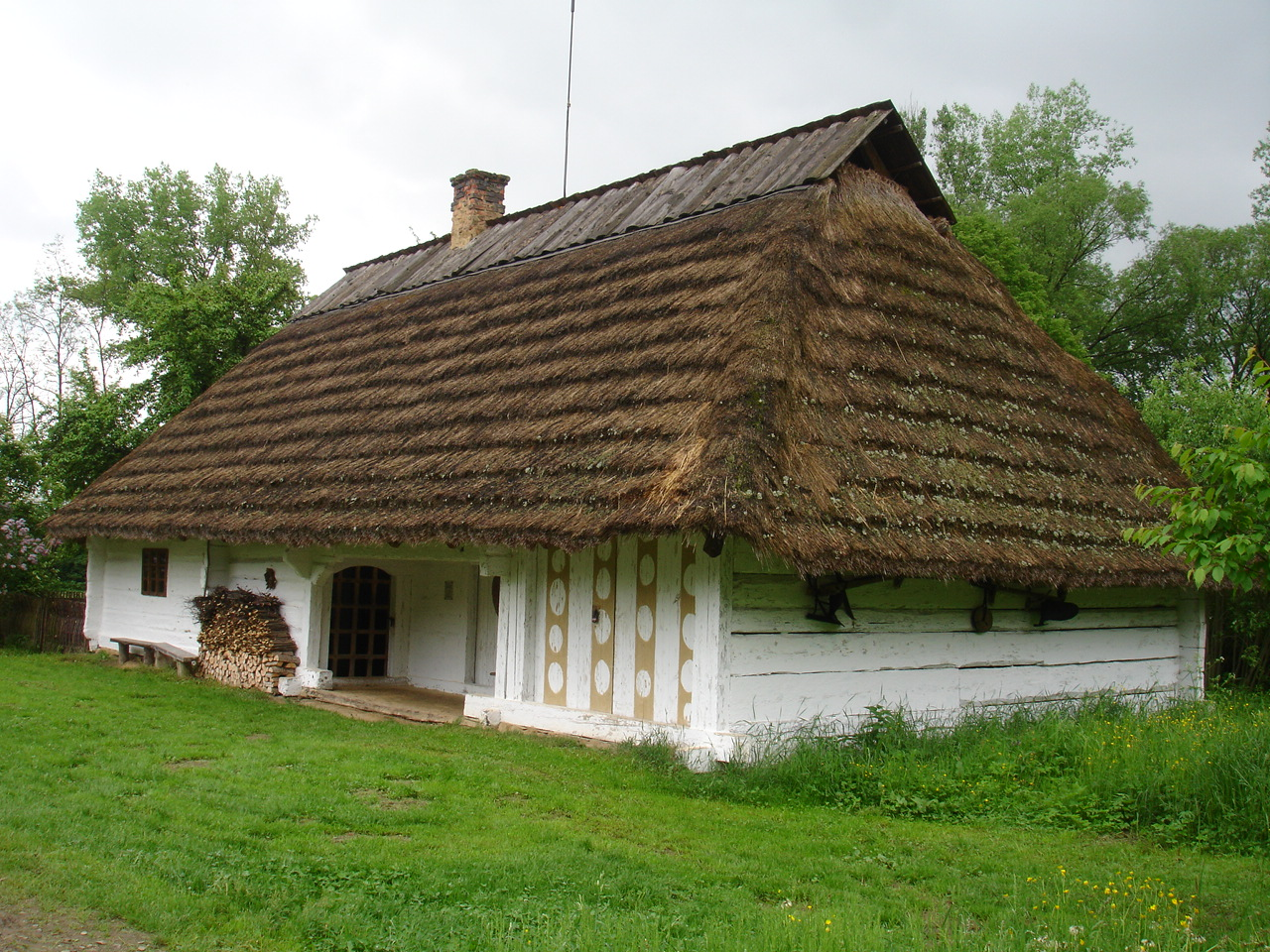

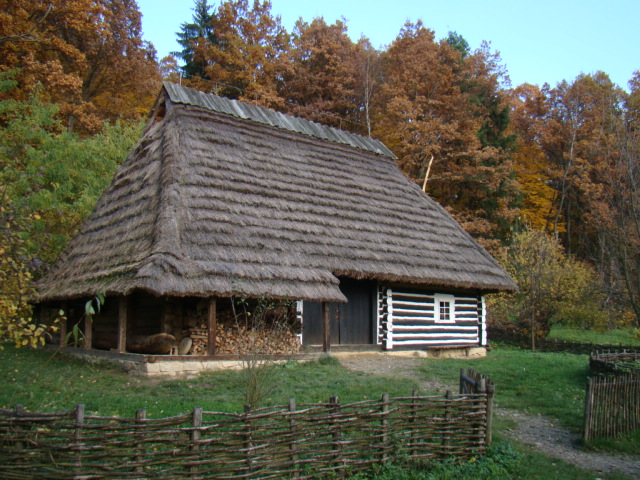

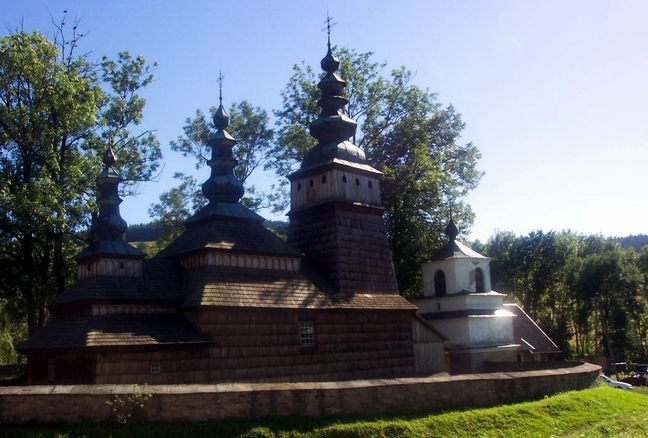

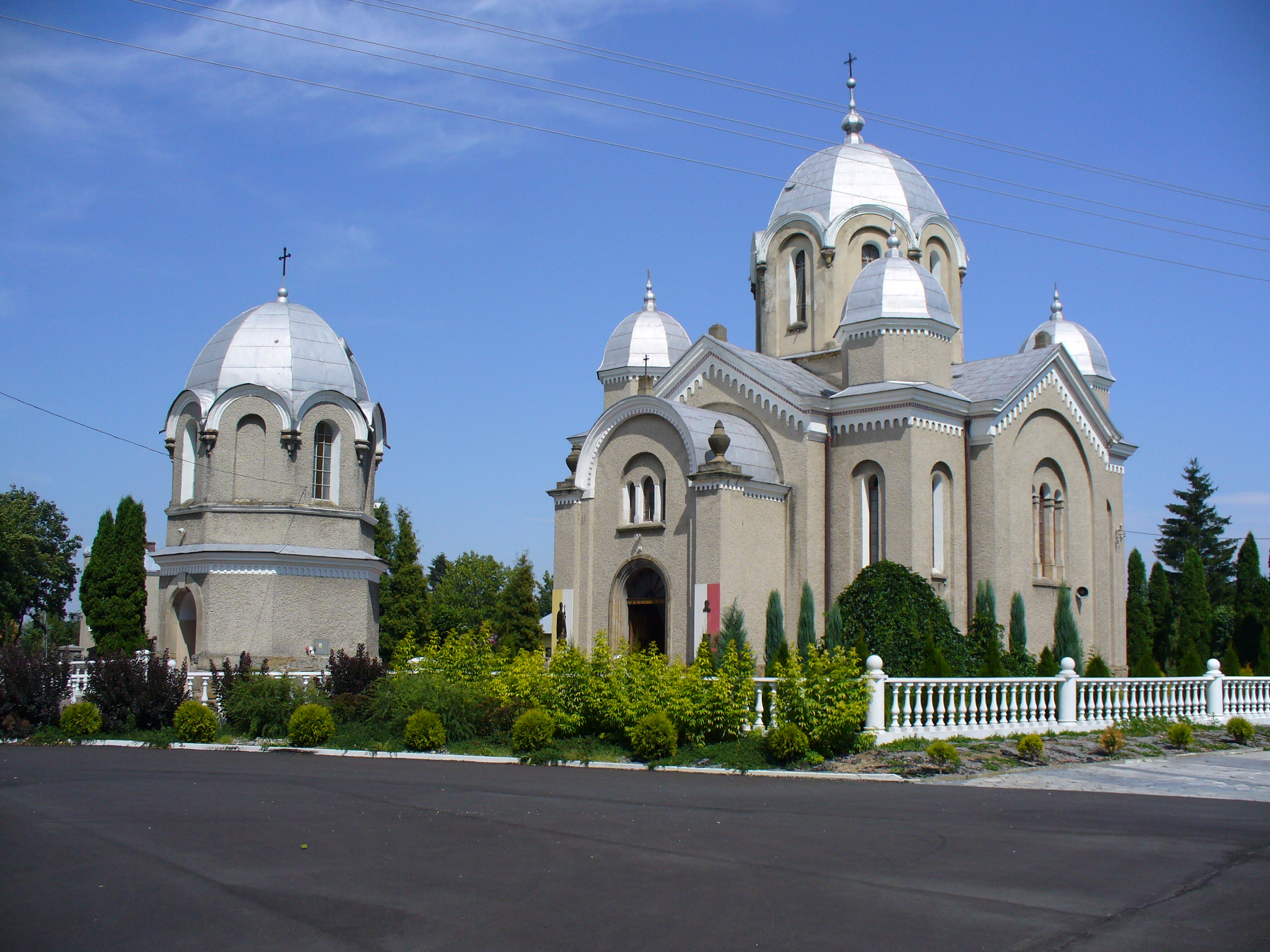
Церква Успення Пресвятої Богородиці сер. XIX ст. у Вроблику Королівському

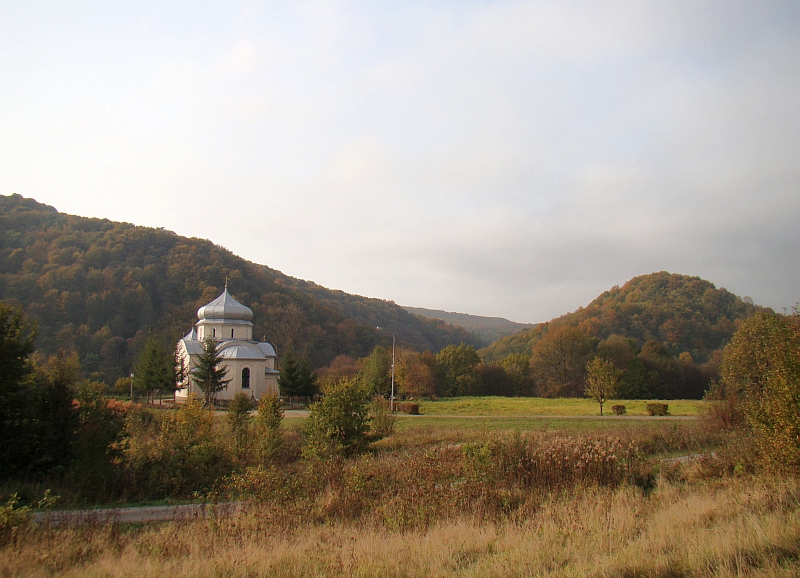
Церква в Межиброддю

### Давні часи та Київська держава (VI—XIVст.)
Починаючи з VI ст. на території середніх і західних Карпат проживало східнослов'янське плем'я білих хорватів. 992 року їхні землі приєднав до Київської держави Володимир Великий, а в другій половині XI ст. на річці Сян почалося будівництво прикордонної оборонної фортеці — майбутнього міста Сянока. На той час в цьому регіоні вже були руські поселення, що існували на руському праві (Терепча, Межибрід, Дубрівка Руська, Заболотці, Улич, Лодина, Гломча, Тирява Сільна, Вільхівці, Сторожі Великі, Сторожі Малі, Костарівці, Половці, Чертеж, Прусік тощо). Руські села були також далі на захід — у долині Вислоки, вздовж Яселки. Одними з найдавніших тутешніх поселень на руському праві були Босько і Дошно. За деякими даними, межа руських поселень на півночі сягала Кракова і Ряшева.

### Польща та Річ Посполита (XIV—XVIIIст.)
У середині XIV ст. північні схили Східних Карпат захопила Польща, а південні — Угорщина. Відтак села було переведено з руського на німецьке право, в Польщі прикарпатські землі почали колонізувати поляки та німці (зокрема міста Горлиці, Шимбарк, Рихвальд, Заршин мають німецьке походження). Внаслідок цього етнічні межі розселення тутешніх східних слов'ян наблизилися до Карпат.
Північна частина Лемківщини (Динівщина) наприкінці XVI ст. була заселена переважно русинами, меншою мірою поляками та німцями. Відтак місцева шляхта та римо-католицьке духовенство насильно перевели в католицизм низку сіл Динівщини, які до того були здебільшого православними. Подібні релігійні утиски траплялися також у західній частині Лемковини.
З появою в цих краях панщини в XIV ст. на Прикарпатті та Закарпатті почалася масова локалізація (закріпачення) сіл на волоському звичаєвому праві, яке в гірських умовах краще формулювало селянські повинності в інтересах шляхти. Це сталося тому, що для регулювання стосунків між поміщиками та кріпаками руське право було застарілим, а німецьке — неактуальним, оскільки регулювало, в основному, правові відносини міщан, купців та ремісників. Спочатку волоське право було введено в королівських селах, а потім — у шляхетських. У XVI-XVII ст. на волоське право було переведено понад 160 сіл Сяніцької землі. На цьому праві закладали й нові села, мешканцями яких були як русини, так і поляки й німці.

#### Збійницький рух
Феодальне гноблення викликало серед селянства Карпат масові протести — спершу це була відмова від робіт на пана, нищення знарядь праці, а згодом — бунти. Деякі селяни покидали села, тікаючи в гори, де чоловіки об'єднувалися в загони, вибирали ватажка й нападали на поміщицькі маєтки. Найдавнішу згадку про лемківських збійників датовано 1434 роком.
Відомими лідерами збійників були Василь Баюс з Ліщин на Горличчині (діяв у 1635—1648 рр.) та Андрій Савка зі Стебника (діяв у 1649—1651 рр.).

### Австро-Угорщина та еміграція (1772—1918)

Найдавніша фотографія лемка у традиційному вбранні — чузі. 1870 рік

Наприкінці XVIII ст. (після скасування кріпацтва в 1781 р.) численні лемківські родини з Пряшівщини та галицької частини Лемківщини переселилися до Воєводини.
Наприкінці XIX ст. почалася трудова еміграція до Америки, яку серед лемків започаткував Юрко Кашицький — селянин з Нової Весі Новосанчівського повіту, який подався до США 1871 року. На той час на Лемківщині стало помітним національне пробудження, де активну культурну діяльність розгорнув греко-католицький священик Іван Бірецький. В цей же час з'явилася самоназва «лемки». (Так само з'явилися окремі назви серед представників інших етнографічних груп Карпат — українських бойків та гуцулів, польських гуралів.)
На початку Першої світової війни австрійський уряд вивіз з Лемківщини понад три тисячі осіб у Талергофський концентраційний табір, де кілька сотень лемків загинули.

### Українська революція (1918—1921)
1918 року в селі Команчі на Сяніччині було проголошено створення Східнолемківської республіки, яка згодом проголосила своє об'єднання із ЗУНР. Водночас у селі Фльоринці на Новосанчівщині проголошено створення Західнолемківської руської республіки, яка виступила за солідарність із Радянською Україною і Радянською Росією. Обидві республіки ліквідували польські війська. Подібні спроби боротьби за самовизначення мали місце на Пряшівщині та в теперішній Закарпатській області. Лемки були у складі січових стрільців та УГА.

### Міжвоєнний період (1921—1939)
Після Першої світової війни Лемківщина опинилася на кордоні Польщі та Чехо-Словаччини. В польській частині було закрито або перетворено на польські українські школи, заборонено українські культурно-освітні осередки. Загалом у Польщі того часу щодо лемків панувала ідея, що діалект лемків є польським, а лемки — етнографічна група польського народу.
Натомість у чехо-словацькій частині існували українські школи, товариства, літературні об'єднання, освітні і культурні осередки (офіційно їх називали «руськими»). Їм допомагали суспільно-культурні організації лемків у США та Канаді, де діяв «Комітет допомоги Лемківщині».
Крім того в польській частині Лемковини почала наростати ідейна боротьба між прихильниками новітньої української національної ідеї та старорусько-москвофільської орієнтації. Увесь цей час антагонізм щораз більше наростав і мав як зовнішні (політика Польського уряду, спрямована на ізоляцію лемків від решти Галичини, місіонерська діяльність православної церкви, підтримувана російськими організаціями), так і внутрішні (надмірна заангажованість греко-католицьких священиків у політичний процес, що впливало на літургію - наприклад, заміна слова «православний» на «правовірний» або «католицький») передумови. В підсумку це протистояння вилилося в Тилявську схизму, коли частина лемків (переважно на західній та центральній Лемковині) перейшла у православ'я. Частину тих, що лишилися греко-католиками (всього 9 деканатів), за погодженням Польського уряду з Ватиканом, було об'єднано в Апостольську Адміністрацію Лемківщини, підпорядковану безпосередньо Святому Престолу (а не Перемиській єпархії УГКЦ, як було до цього). Таким чином значна частина лемків втратила зв'язок із УГКЦ.

### Депортації 1940-х років

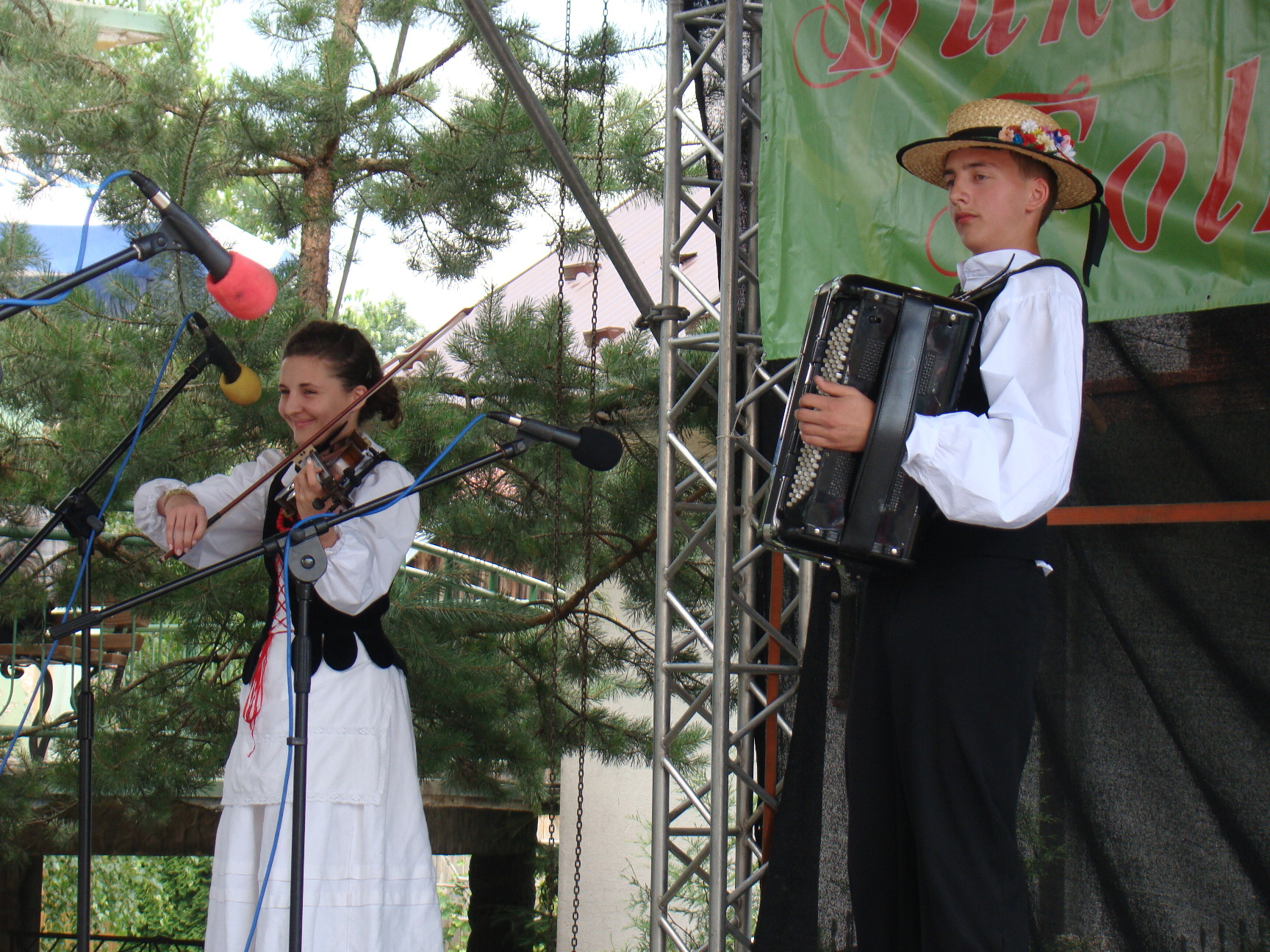
Лемківський дует.

95 тисяч українців-лемків (майже 2/3 усієї їхньої популяції в Польщі) після Другої світової війни були переселені з теренів ПНР до УРСР. Після цього переселення у Польщі залишалося ще близько 30–40 тис. лемків. Але вони були депортовані з Карпат 1947 року під час операції «Вісла» і розпорошені на землях, які відійшли від Німеччини до Польщі після Другої світової війни (північ і захід ПНР). Однією з причин операції «Вісла» була діяльність у Лемківщині Української Повстанської Армії, яка боролася з польськими збройними силами.
Лемки, переселені на північний захід Польщі, великою мірою асимілювалися поляками. Крім того, УРСР і ПНР вважали всіх лемків українцями і не визнавали для них іншого національного самовизначення. Довоєнні суперечності між «руським» та «українським» рухом, які ще більше загострилися в період Другої світової війни, не сприяли самовизначенню значної частини лемків українцями. Все ж частина лемків Польщі вважає себе українцями і групується навколо організації «Об'єднання лемків».
Влада Чехо-Словаччини 10 липня 1946 підписала угоду про обмін населенням з СРСР, згідно з якою в УРСР еміґрувало понад 12 тисяч громадян ЧСР. Це були передусім лемки.

### Сучасність
У ході проведеного в Польщі загального перепису населення 2002 р. на території Лемківщини лемківську ідентичність декларували 1642 особи, a українську — 789 (разом — 2431, тобто ледве близько 4 % повоєнних мешканців Лемківщини). В усій Польщі під час згаданого перепису лемківську національність декларували 5850 осіб (із 33 022 респондентів, які сумарно декларували українську та лемківську національність).
Кількість лемківського населення у Словаччині порівняно з 1920-ми роками, коли його оцінювали на 155 тисяч, на сьогодні дуже скоротилася — з-посеред 90 тисяч мешканців історичної Лемківщини (на словацькому боці) русини становлять тепер неповну четвертину, хоч більшість мешканців цього регіону має лемківське походження.

## Самоідентифікація

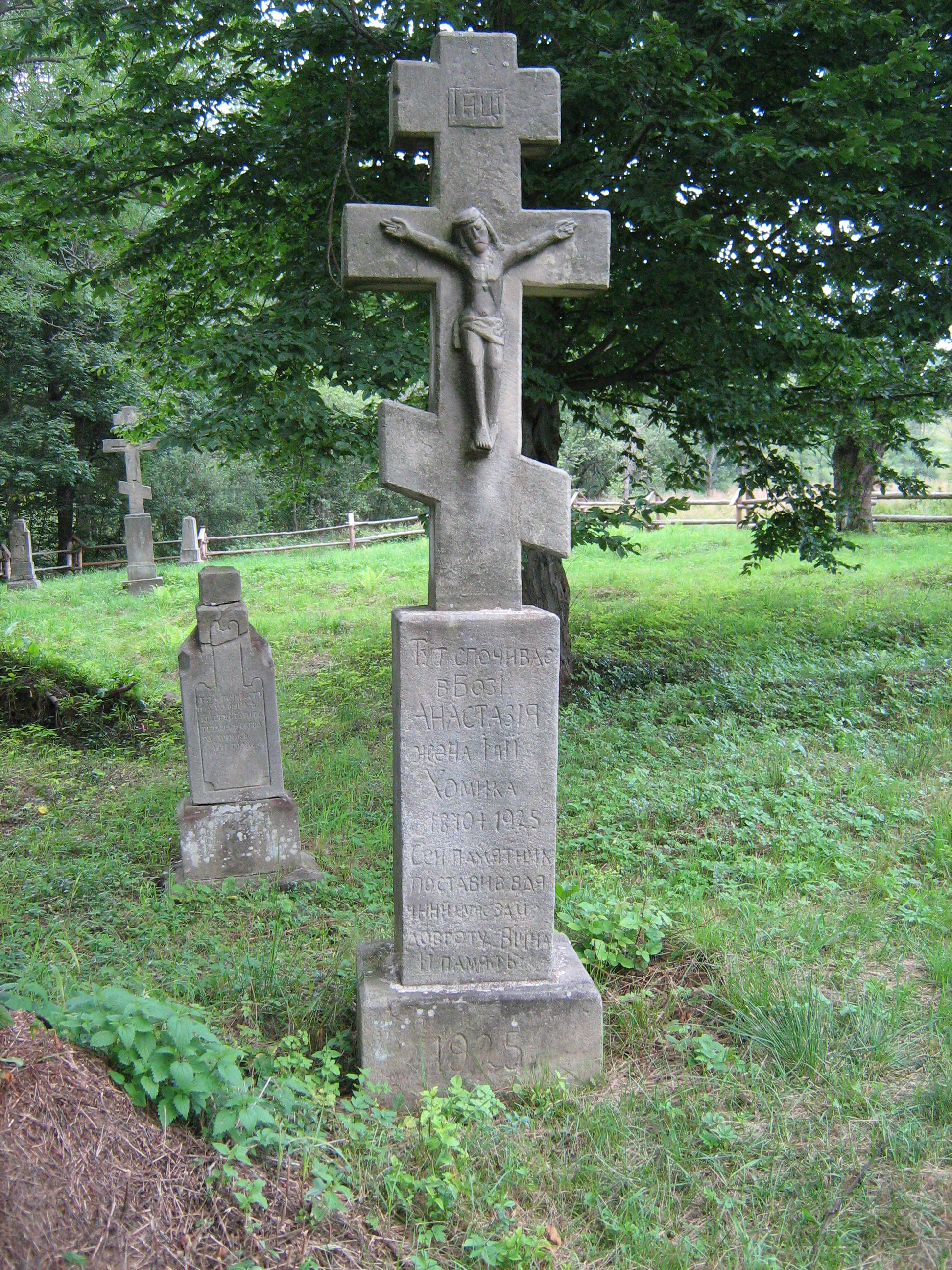
Лемківський цвинтар у зниклому селі Незнайовій.

Див. також Лемківський говір і Лемківська мова
Впродовж історії лемки здебільшого асоціювали себе з українцями (зокрема лемківські культурні діячі співпрацювали із галицькими культурними організаціями українців, лемки симпатизували українським державам періоду 1918—1921 років). Лемківські організації є здебільшого проукраїнського налаштування (Світова Федерація Лемків, Організація Охорони Лемківщини, Об'єднання Лемків Канади).
Водночас частина лемків стоять на позиції окремішності їх від українців. Наприклад, одна з перших лемківських організацій у США «Лемко-Союз», створена 1929 року, проголосила лемків «карпато-росами». Згодом у 1980-х ця організація занепала.
Після депортацій 1940-х років ті лемки, що опинилися в Україні, здебільшого асимілювалися з українцями чи принаймні усвідомлюють себе приналежними до української нації. Натомість серед тих, що залишилися в Польщі та Словаччині, існують різні ідеї.
З падінням комуністичних режимів Східної Європи, почали виникати лемківські організації, передусім у Польщі і Словаччині. Серед них панували дві тенденції. Прибічники Стоваришіня лемків (серед них Ярослав Горощак, Мирослава Хом'як) відстоювали ідентичність лемків як окремого народу або у складі «русинів». Натомість активісти лемківських організацій у західних державах, серед яких найактивнішу роль відігравав Мирон Мицьо, редактор часопису «Лемківщина», відстоювали єдність з українським народом.
Петро Тима, Голова Об'єднання українців у Польщі (з 2006 року), прокоментував ситуацію лемків Польщі:
| Ліві лапки | Депортація 1947 року на загал не поміняла орієнтацій, які з XIX ст. присутні серед лемків. Збільшився щонайвище показник, коли мова про лемків котрі вважають себе поляками (їх стало більше). Окрім цього є лемки котрі себе ототожнюють українцями, є лемки прихильники русинської орієнтації, яку в Польщі називають лемківською сепаратистською. Зміна полягає в тому, що на заході Польщі мало відчутним є фактор, колись дуже вагомий серед частини лемків, проросійська (москальофільська) орієнтація. Проблеми надалі актуальні з багатьох причин, між іншими з того, що сучасна Україна в багатьох планах залишається чужою країною, невідомою. Українська загальна "картина" (подій, вартостей) інша від специфічного лемківського світу карпатської Малої батьківщини. До того слід додати мовний фактор (діалект), культурні кліше. Важить також те, що український світ з України надалі фізично мало присутній серед загалу лемків, інколи також пропоновані Україною зразки присутності бувають незрозумілими. | Праві лапки |

Словацькі лемки здебільшого не вважають себе лемками, й поступово асимілюються зі словаками. Найбільша частина вважає себе словаками, менша частина русинами (у словацьких реаліях це означає окрему національність, не історичну назву українського народу і їхня кількість з кожним переписом зростає) а найменша частина вважає себе українцями. Так, у 2011 році у Словаччині було 206 871 греко-католиків і 49 133 православних, з них 7 430 вважали себе українцями а 33 482 — русинами. Рідну мову українську вказали 5 689 осіб, а русинську — 55 469.

## Мова
Лемківська мова (або лемківський говір) – це діалект, який традиційно вважається частиною південно-західного наріччя української мови, але має унікальні риси, що виділяють його з-поміж інших діалектів. Залежно від політичного та культурного контексту, вона може розглядатися як діалект української мови, як діалект русинської мови або як окрема мова.
Історичний ареал лемківської мови — Лемківщина, яка розташована на прикордонні трьох сучасних держав: України (західна частина Закарпатської та Львівської областей), Польщі (Бескиди) та Словаччини (Пряшівщина). Після депортацій (операція «Вісла») лемки були розселені в інших регіонах Польщі та України.
У лексиці дуже багато запозичень з польської та словацької мов, а також з німецької та угорської. Це є наслідком історичного проживання на прикордонних територіях.

### Сучасний статус лемківскьої мови
В Україні лемківська мова розглядається як діалект української мови. У Польщі у 1990-х роках лемківська мова була кодифікована і визнана мовою етнічної меншини. Вона викладається в школах, видаються книги та газети. Це є важливим інструментом для збереження ідентичності лемків, які вважають себе окремим народом.
У Словаччині лемківський говір є частиною кодифікованої русинської мови. Русинська мова визнана як мова національної меншини, що дозволяє її використання в освіті та ЗМІ.
Для лемківської мови використовується кирилиця, хоча деякі автори та організації, що підтримують ідею окремого лемківського народу, створюють свої варіанти алфавіту на основі кирилиці з додаванням специфічних літер.

## Дослідники культури лемків
Різного роду дослідженнями культури лемків займалися такі українські автори:
- Іван Верхратський. З подорожей південною частиною Лемківщини вийшли праці «Знадоби до пізнання угро-руських говорів» та «Про говір галицьких лемків» (1902).
- Іван Франко. Присвятив значну увагу лемкам у праці «Карпаторуська література XVII—XVIII віків», в якій відзначив як дуже позитивне явище той факт, що лемківський діалект дуже виразно проявив себе у писаннях XVII і XVIII ст.
- Володимир Гнатюк. Фактично першим розпочав ґрунтовне дослідження культури русинів Закарпаття і Пряшівщини, підготував і видав шість томів «Етнографічних матеріалів з Угорської Русі» (1897–1911), багато окремих праць з етнографії і фольклору русинів Пряшівщини і Югославії.
- Філарет Колесса. Напередодні першої світової війни 1914 р. побував у багатьох лемківських селах, записуючи місцеві пісні. Видав збірки «Народні пісні з південного Прикарпаття» (1923), «Народні пісні з галицької Лемківщини» (1929). Розпочату науково-дослідницьку та культурну працю на Лемківщині зупинила Перша світова війна.
- Галина Баранкевич. Українська акторка, співачка, заслужена артистка України, лемкиня в третьому поколінні, популяризує лемківські пісні й культуру. Бабусю Ганну Бандуру (Дзюбинську) було виселена з села Верхомля Велика повіту Новий Сонч, чому присвячено проєкт лемківської пісні «Вигнані з раю»[16][17][18]

## Польська теорія про волоське походження лемків
В XIX ст. в польських колах виникла теорія волоської колонізації Карпат у XV—XVII ст. (її творцями були К. Добровольський, А. Стадницький, Е. Длугопольський). Основними її аргументами є факт масового закріпачення сіл поляками у XV —XVII ст. на волоському праві та нечисленні назви і слова румунського чи латинського походження в лемківському діалекті.
За цією теорією у XV —XVII ст. в Карпати прибули великі валки волохів (румунів) і колонізували Прикарпаття. Через відсутність аргументів з приводу появи на Прикарпатті русинів, адепти теорії, серед яких професор Роман Райнфусс, пізніше підмінили поняття «волоська колонізація» поняттям «волосько-руська колонізація».
Критики теорії «волоської колонізації» наводять такі контраргументи:
- Якби така масова міграція румунів мала місце, то існували б документальні її джерела. Крім того, румуни в умовах політичного та культурного панування Польщі могли би хіба спольщитися або залишитися румунами, але не стати русинами, як в свій час спольщились німці, зокрема глухонімці[en], вірмени.
- Слова румунського походження могли перейти до лемків від русинів з Закарпаття, які жили поряд із румунами або слова первинно були русинськими і потрапили в румунську мову внаслідок асиміляції русинського населення Молдови і Трансильванії.
- У Йосифінській метриці XVIII ст. з п'яти тисяч прізвищ лемків того часу 70 % — українські або такі, що творилися за правилами українського словотворення, до 20 % — загальнослов'янські, певна частина польських і словацьких. Прізвищ румунського й угорського походження дуже мало, не більше одного відсотка.
- Вже у XIV ст. на території Лемковини існувала велика кількість православних храмів, про що згадується в документах.

## Культура

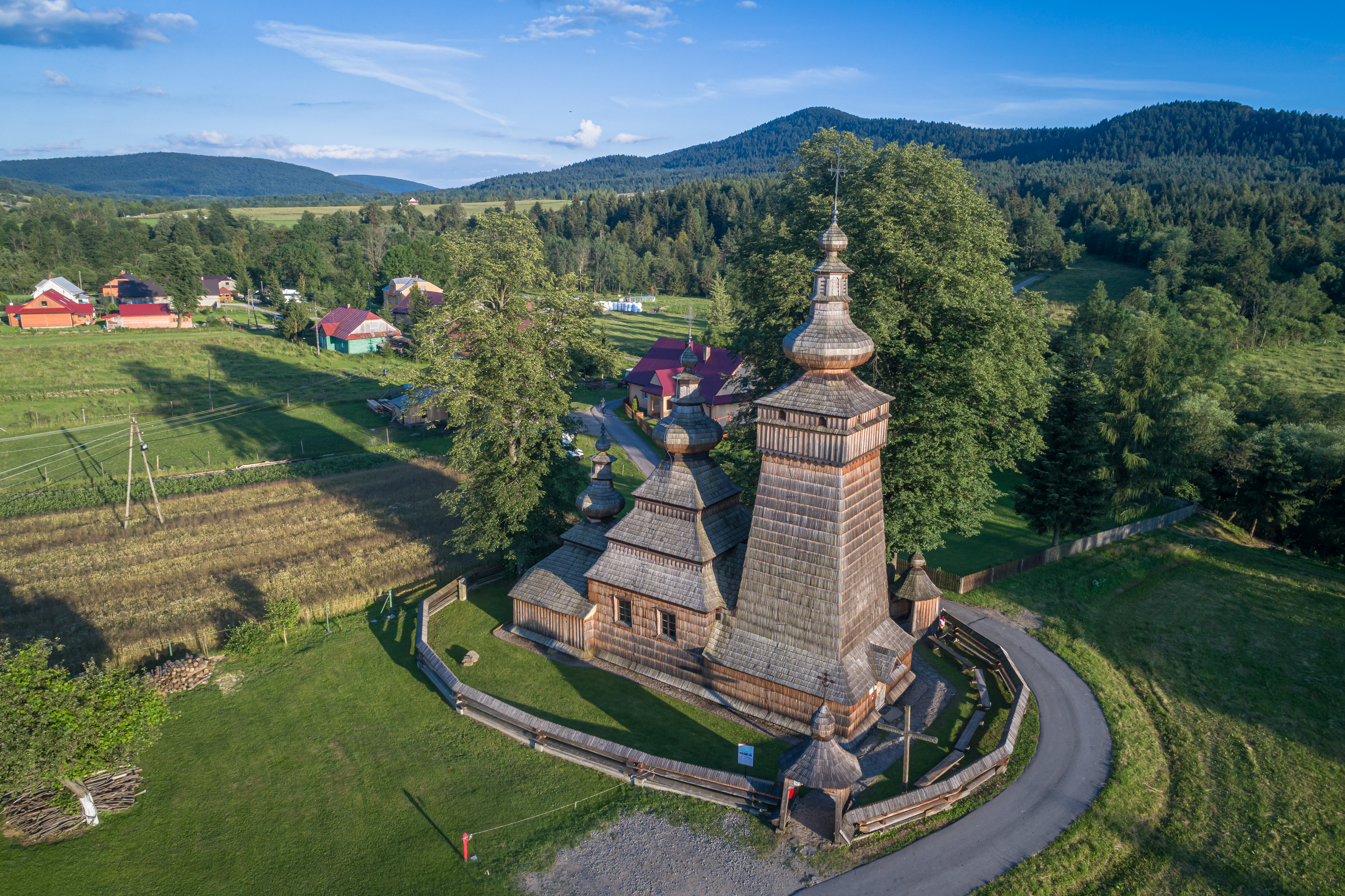
Церква святої Параскеви (Квятонь) — об'єкт Світової спадщини ЮНЕСКО

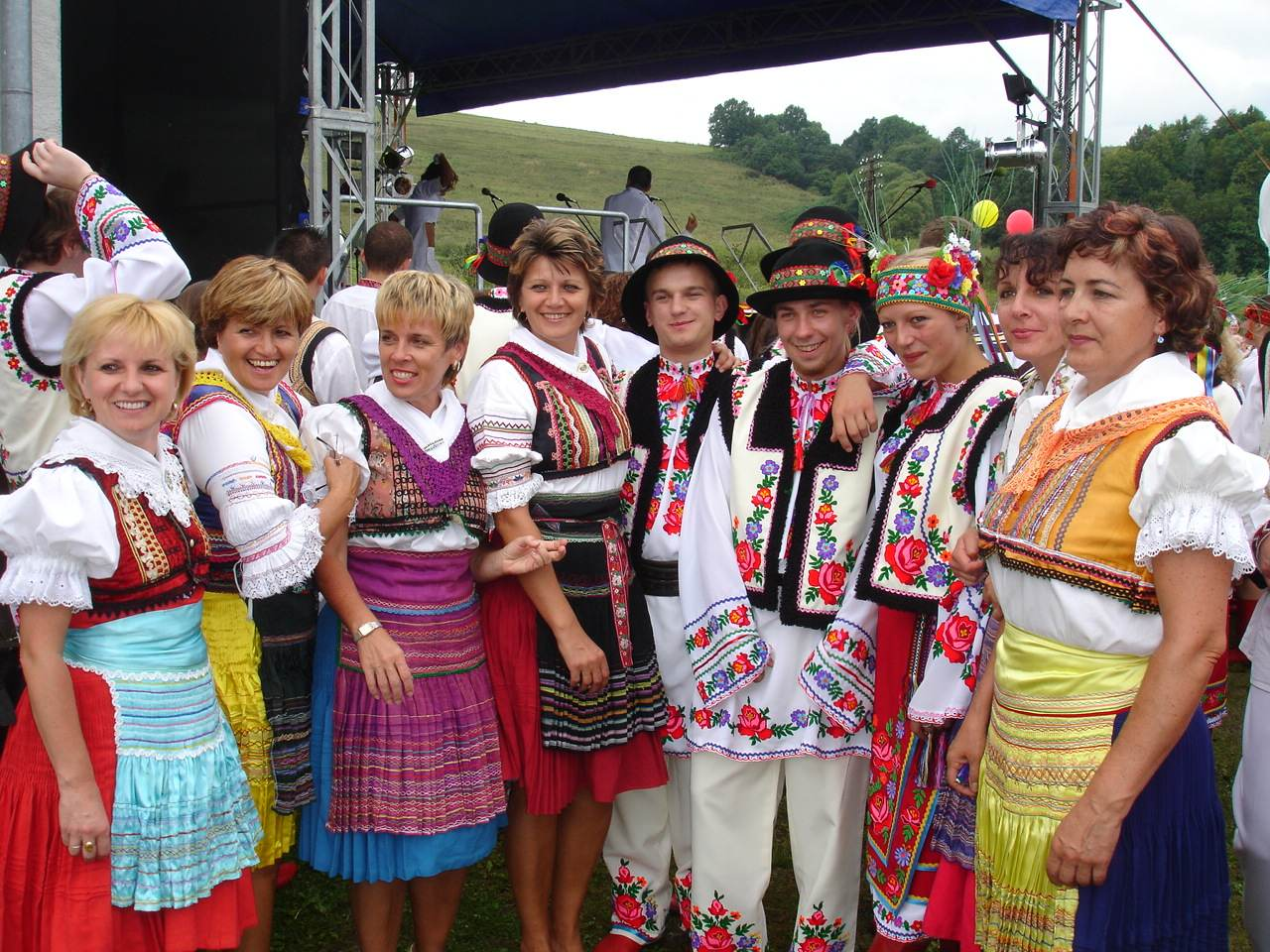
Лемки з Пряшівщини (ліворуч) та українці з-під Перемишля (праворуч) в костюмах етнічного стилю, 2007

### Лемківські храми
Лемківська школа народного храмового будівництва — «сукупність історично усталених традиційних засобів архітектурного формування простору, конструктивних рішень в дереві, які виробились на основі світогляду, естетичних ідеалів на Лемківщині».
2013 року лемківські храми (зокрема церкви св. Якова у Поврожнику (1604), св. Параскеви у Квятоні (1700), Покрова Пресвятої Богородиці в Овчарах (1653), Архангела Михаїла в Брунарах) разом з іншими дерев'яними церквами в Польщі та Україні внесли до списку Всесвітньої спадщини ЮНЕСКО.

### Чоловічий стрій

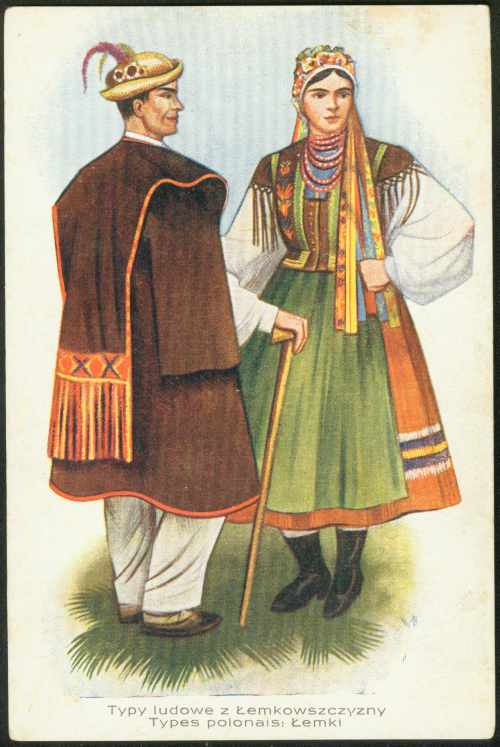

Лемки носили коротку лляну сорочку, яку заправляли в штани; сорочка мала вишитий стоячий комірець (1,5 см), а також була вишита на рукавах; крім того ззаду мала розпірку, як і в бойків. Штани (ногавки) носили також лляні. Взимку носили білі вовняні штани (голошні), які внизу були обшиті червоною тесьмою. Лайбик носили небесного кольору з червоною вишивкою та з рядами нашитих ґудзиків. На ногах носили «керпці» (шкірні ходаки).
Святковий одяг складався з гуньки або сердака, який був коротший; спереду сердак мав петельки з вовняного шнурка, ззаду внизу мав три розтини і шви, обшиті білим шнурком. Носили також своєрідний плащ темно-бронзового кольору з оздобленим каптуром — чуху (чуганя). Каптур (пелерина) був оздоблений висячими френзлями; він був довгий, обшитий білим шнурком і розшитий чорними нитками.
На голові носили чорний фетровий капелюх (калап), який називався венгерським, та солом'яні капелюхи. Капелюхи були невеликі з підкоченими крисами, їх носили на бакир, оздоблювали шкіряним паском із пір'ям. На голові носили також небесні суконі шапки з «вухами» (з баранячого хутра), які можна було опускати на вуха.

### Жіночий стрій
Жінки лемків носили лляні вишиті хрестиком на верху рукава і на грудях сорочки. Сорочки були з манжетами, мали сті́йку або викладний комірець, який вишивали або пришивали до нього широке мереживо (жабку).
Спідниці (фартух, фарбанка) носили традиційно вовняні або з перкалю темного кольору з нашитими на них поперечними трьома стрічками (червоні, небесні, жовті, білі). Посередині пришивали ширшу стрічку і з боків — дві вужчих. Деколи пришивали ще четверту стрічку або мережку. Традиційними спідницями були вовняні брудно-піскового кольору широкі спідниці з нашитими трьома червоними стрічками і низом спідниці йшла четверта стрічка. Так само стрічки нашивали і на фартух (запаска) і на куплені хустки. Також спідниці, фартухи і хустки були обшиті мереживом.
На верх носили суконі блакитного кольору або з чорного оксамиту вишиті світло червоними вовняними нитками (часто скручені з золотою ниткою) чи обшиті червоною тесьмою горсети (камізельки). На голові носили хустку, а одружені жінки — очіпок. Взимку носили коротку гуньку, сердак або ще зверху білий, вишитий нитками і шкірою кожух, часто без рукавів. Кожух був довжиною нижче колін. На шиї носили пацьорки, що виглядали як комірчик. На ногах носили шкірні (черевики). На шиї носили коралі (пацьорки).
Молоді жінки вдома часто не носили хусток. Волосся заплітали в косу та покривали простим або невеликим оксамитовим очіпком, який крім того був оздоблений мережкою. На свята носили складний головний убір білого кольору, який називався фацелик. Дівчата оплітали косу червоно-зеленими або червоно-гранатовими шерстяними нитками, які закінчувались кутасами.

### Лемківська вишиванка
Вишиванка за описом Франца Коковського: «Чахлик» — вишивана сорочка з купленого або ліпшого домашнього полотна, вишита на рукавах шириною в 1 см. Її частини: обшивка (комір), груди, наплічка, плечі, рукави. Рукави завязують «застіжкою», обшивку спинають — спинкою. «Чахлик» сягає тільки пояса, до нього пришивають з гіршого полотна «подолок», який сягає по коліна. Вишивка червоно — небесного кольору. Вишивка була простою: ромбами або зірочками.

### Лемківські фестивалі
Найбільшим у світі лемківським фестивалем нині є «Дзвони Лемківщини» у місті Монастириська, Тернопільської області, котрий проходить в першу суботу-неділю серпня місяця.
В Польщі один із популярних і відомих лемківських фестивалів, «Лемківська ватра», відбувається щороку у с. Ждиня. Організатори цього фестивалю ідентифікують себе з українцями. З іншого боку, відбувається також не менш популярний фестиваль «Лемківська ватра на чужині», організатори якого відстоюють ідею лемків як окремої етнічної групи.
В селі Лютенські Будища Полтавської області щороку відбувається Міжрегіональний фестиваль лемківської культури «Барви Лемківщини».

### Лемківські ЗМІ
Практично єдиною регулярною газетою, що освітлює життя лемків по всьому світу, є українська газета з Польщі «Наше Слово», у кожному номері котрої є спеціалізована «Лемківська сторінка». При організації «Руська бурса» існує інтернет-газета та радіостанція lem.fm, яка регулярно публікує новини не лише лемків у Польщі, але також споріднених етнічних груп в Словаччині та колишній Югославії, які також називають себе «руснаками».

## Чисельність
Наразі не існує точних статистичних даних про загальну кількість лемків у світі, оскільки в багатьох країнах вони не виділяються як окрема етнічна група під час переписів населення. Однак існують різні оцінки, які дають приблизне уявлення про їхню чисельність.
За різними оцінками, в Україні проживає найбільша кількість лемків — близько 350 тис. осіб.
Значна діаспора лемків сформувалася в Північній Америці, їхня кількість оцінюється приблизно в 150 тис. осіб.
У Польщі та Словаччині, що є частиною історичної Лемківщини, проживає приблизно по 100 тис. осіб відповідно.
Приблизно 50 тис. осіб проживає в країнах колишньої Югославії та інших державах.

## Релігія
Традиційно, більшість лемків належала до греко-католицизму. Греко-католицька церква дозволила їм зберегти східний обряд і мову богослужінь, що сприяло збереженню їхньої ідентичності. Частка в 36,2% свідчить, що ця традиція залишається дуже сильною.
Перехід до православ'я був особливо помітним у міжвоєнний період та після Другої світової війни. У деяких регіонах Польщі та Словаччини значна частина лемків перейшла до православ'я під впливом різних обставин, включаючи політичні та соціальні фактори. Частка у 36,3% показує, що православ'я є не менш поширеним серед лемків, ніж греко-католицизм.
15,9% лемків є римо-католиками. Ця група сформувалася здебільшого внаслідок інтеграції лемків у польське чи словацьке суспільство. Часто це відбувається через змішані шлюби або просто через проживання в оточенні римо-католиків, що призводить до зміни конфесійної приналежності.

## Відомі лемки
- Богдан-Ігор Антонич (1909—1937) — поет, прозаїк, перекладач, літературознавець.
- Ярослав Борута — народний артист України, естрадний співак і композитор.
- Андрій Савка (1619—1661) — лемківський «Робін Гуд».
- Дмитро Бортнянський (1751—1825) — співак, композитор і диригент.
- Іван Могильницький (*1777(78)–1831) — вчений-філолог, відомий культурно-освітній та церковний діяч Галичини, перший ректор Дяковчительського інституту в Перемишлі.
- Тома Полянський (1796—1869) — греко-католицький єпископ.
- Йосиф Сембратович (1821—1900) — греко-католицький митрополит.
- Клавдія Алексович (1830—1916) — літераторка, громадська діячка.
- Сильвестр Сембратович (1836—1898) — греко-католицький митрополит.
- Володимир Хиляк (1843—1893) — письменник.
- Юліан Пелеш (1843—1896) — греко-католицький єпископ.
- Тит Мишковський (1861—1939) — професор Львівського університету.
- Йосафат Коциловський (1876—1947) — греко-католицький єпископ.
- Максим Сандович (1886—1914) — священномученик Польської автокефальної православної церкви.
- Никифор Дровняк (1895—1968) — художник.
- Володимир Кубійович (1900—1985) історик, географ, енциклопедист, видавець, громадсько-політичний діяч.
- Енді Воргол (1928—1987) — всесвітньо відомий поп-артхудожник.
- Джеймс Воргола (1955) — американський художник, племінник Енді Воргола.
- Петро Мурянка (народ. 1937) — поет, культурний і громадський діяч.
- Теодозій Старак (1931—1999) — український дисидент, громадський діяч і дипломат. Посол України у Польщі (1991).
- Сандра Ді (1931—1999) — американська телеактриса українського походження.
- Богдан Дурняк — український вчений у галузі комп'ютерних технологій друкарства, ректор УАД.
- Світлана Федорівна Гавенко — науковець у галузі технології друкарства, доктор технічних наук , професор Української Академії Друкарства УАД.
- Ярослав Василльович Теплий  — заслужений артист України, лемківський композитор, етнограф, співак, культурний та громадський діяч
- Юлія Дошна — заслужена артистка України, лемківська співачка.
- Софія Федина — голова Світової федерації українських лемківських об'єднань, телеведуча, громадський діяч.
- Ярослав Качмарчик — президент невизнаної Руської народної республіки лемків.
- Анна Драган — лемківська співачка.
- Ярослав Антонович Бодак — український музикознавець, етномузиколог, педагог, фольклорист. Член Національної спілки композиторів України.
- Олег Іванович Гнатів (1959) — видатний музичний продюсер, український музикознавець, етномузиколог.
- Майкл Стренк (1919—1945) — сержант Корпусу морської піхоти США, старший за званням із шести військовослужбовців, що були зафіксовані на фотографії «Підняття прапора над Іводзімою» Джо Розенталя.
- Олександр Степанович Хованець (1935) — майстер різьблення й випалювання на дереві, майстер художнього випалювання, член НСХУ.
- Петро Вільговський (1902—1978) — популярний американський композитор;
- Олена Хохоляк — трактористка, яка в 1970-х роках стала ініціатором руху «Дівчата, на трактор!»;
- Іван Гопей — голова Полтавського облвиконкому, був обраний народним депутатом України 1-го скликання;
- Теодор Кузяк — лемківський письменник, гуморист середини 20 ст.;
- Мирослава Хом'як — польська лінгвістка, авторка граматики, словників та підручників лемківського діалекту;
- Христина Соловій - українська співачка, авторка-виконавиця пісень;
- Омелян Мазурик – художник

## Галерея

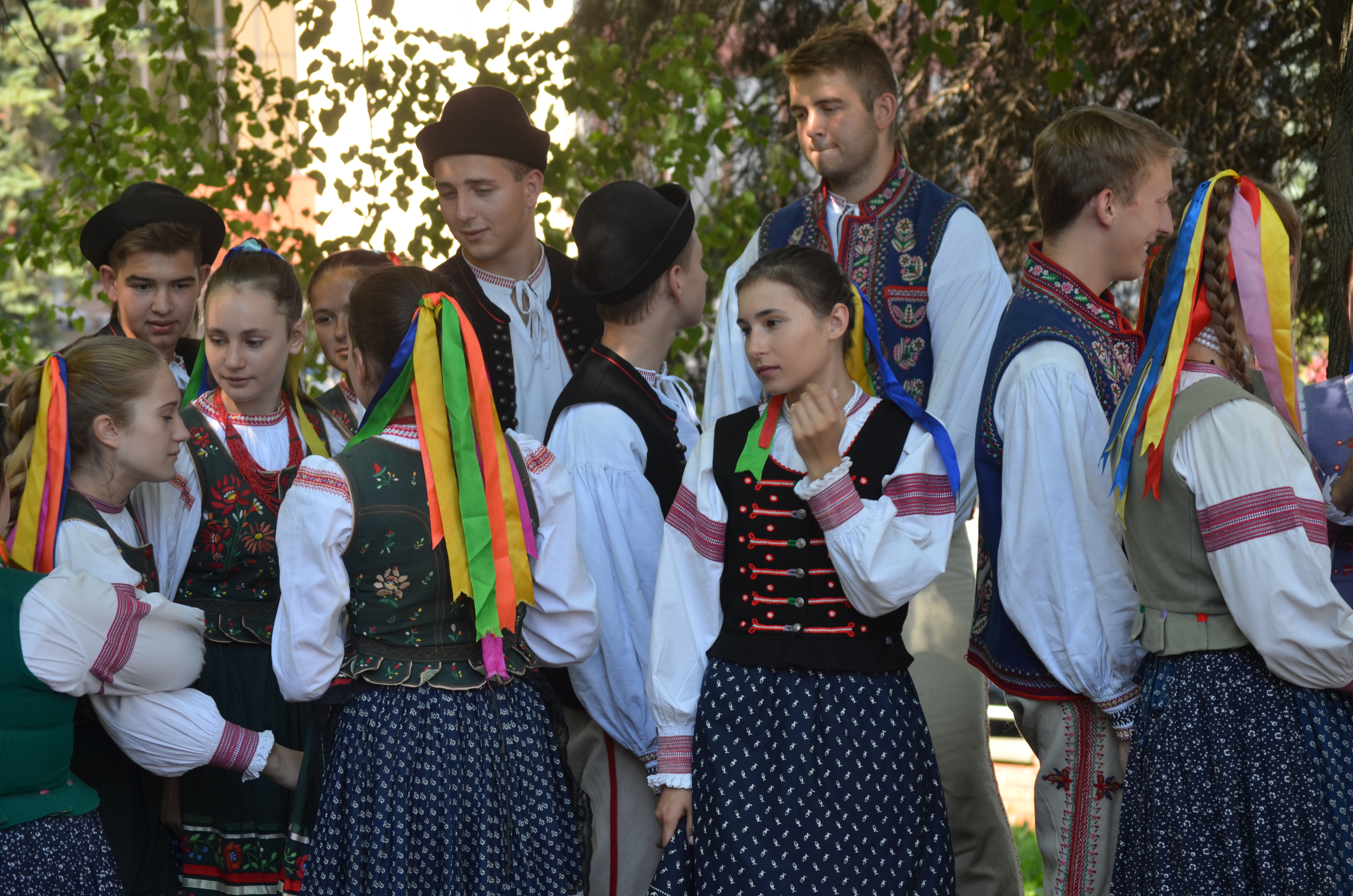
Польські лемки